# Slušalice
Slušalice se sastoje iz dva, međusobno povezana, identična elektronska sklopa od kojih je svaki predviđen za postavljanje na po jedno uvo. Namena slušalica jeste da pretvaraju električnu u akustičku energiju. Razlika u odnosu na zvučnike je ta što proizvode daleko manju akustičnu snagu i omogućavaju korisniku samostalno slušanje željenog audio sadržaja. Upotreba slušalica je jednostavna jer ne treba voditi računa o akustici prostora u kojem se koriste. Mogu biti bežične, a one koje se povezuju kablom obično imaju konektor dužine 6.35 mm ili standardniji 3.5 mm. Tri osnovne oblasti primene slušalica su komunikacije, audiometrija i reprodukcija zvuka.

## Delovi slušalica
Glavni delovi svakog od ovih sklopova su elektro-akustički pretvarač ili slušni uložak (slušalica u užem smislu reči) i nosač slušnog uloška ili školjka. Školjke sa slušnim ulošcima, kod većine slušalica su međusobno povezane nekom vrstom podesivog elastičnog nosača koji služi za udobnije nošenje slušalica na glavi i njihovo nameštanje na uši. Pored toga ovaj nosač priteže školjke odgovarajućom silom uz glavu korisnika, čime se omogućava pravilno pozicioniranje slušnog uloška u odnosu na slušni kanal korisnika, kao i zaptivanje prostora između uva i školjke slušalica. Pravilno naleganje slušalica na uši korisnija je neophodno za njihov ispravan rad. Naime, slušalice su predviđene da zrače u komoru (prostor između školjke slušalica i ušne školjke uključujući i ušni kanal) odgovarajuće zapremine, a ne kao zvučnici u okolni prostor. Frekvencijska karakteristika slušalica podešena je da bude ravna kada slušalice zrače u komoru. Pri tome je uzeto u obzir i izvesno curenje zvučne energije jer se pretpostavlja da naleganje slušalica na uši, pri uobičajenom korišćenju, nikada nije idealno. Međutim, ako je naleganje slušalica loše i curenje zvučne energije izvan komore značajno, biće loša reprodukcija niskih frekvencija, o čemu se pri korišćenju slušalica mora voditi računa.

## Istorija
Slušalice su veoma važan uređaj za auditivni monitoring, uživanje u muzici, ali i kao modni detalj. Tokom gotovo stogodišnje istorije menjale su oblike, dizajn i veličine, razvile su se od vojnog uređaja do stvari bez koje se gotovo ne izlazi iz kuće.
Prvi set slušalica je 1910. godine napravio Natanijel Boldvin. One su bile ručni izrađene i prodate Mornarici Sjedinjenih Američkih Država za korišćenje u vojne svrhe. Nemačka kompanija Beyerdynamic izumela je 1937. godine prve dinamičke slušalice, model Sennheiser-HD555pod nazivom DT-48, koji se i dan danas proizvodi. Godina 1958. značajna je po tome što je Džon Kos, džez muzičar iz Milvokija i osnivač Koss korporacije, izmislio prve stereo slušalice, dizajnirane za slušanje uz nove moderne stereo gramofonske ploče. Krajem osamdesetih godina kompanija Soni izdala je na tržište prvi Vokmen i učinila muziku mobilnom. To je prouzrokovalo i pojavu veoma lakih i manjih slušalica, pa se tada prvi put pojavljuju okoušne i slušalice koje se nose u ušnoj školjci. Početkom 21. veka veliku popularnost imale su kanalne slušalice, takozvane bubice, zbog bolje izolacije zvuka u odnosu na okolinu.

## Osnovne karakteristike slušalica

### Faktor pretvaranja
Faktor pretvaranja, koji se još naziva reprodukcija ili odziv, predstavlja odnos pritiska koji stvaraju slušalice u odnosu na napon napajanja. Za razliku od zvučnika koji stvara zvučni pritisak u prostoru koji ga okružuje, slušalica stvara pritisak u maloj komori između membrane i bubne opne čovečjeg uha. Zato slušalica može da ima relativno malu membranu, a da pritisak koji stvara u komori dostigne nivo i preko 120 dB.

### Frekvencijska karakteristika
Frekvencijska karakteristika je promena odziva, data u decibelima (dB), u zavisnosti od frekvencije. Frekvencijska karakteristika kvalitetnih slušalica, pri dobrom naleganju, pokriva ceo opseg audio frekvencija, od 20Hz do 20.000Hz.

### Efikasnost
Efikasnost slušalica je reda 90 dB pri ulaznoj električnoj snazi od 1 mW. Maksimalna ulazna snaga slušalice iznosi nekoliko stotina mW.

### Osetljivost
Ovaj podatak pokazuje koliko glasno neke slušalice mogu reprodukovati zvuk, u odnosu na snagu izvora. Izražava se u decibelima, odnosno glasnoći u mili-vatima (mW) snage uređaja. Snaga prenosnih uređaja kao što su telefon, mp3 plejer i drugi, je reda 10 mW, pa će dobro raditi svaka slušalica osetljivosti veće od 90 dB i otpornosti manje od 64 ohm-a.

### Impedansa
Slušalice niskog otpora ili impedanse će uvek biti glasnije na uređajima niske voltaže, poput mp3 plejera i mobilnih telefona, pa zbog toga većina slušalica namenjenih za slušanje muzičkih sadržaja u pokretu ima otpor u najvećem broju slučajeva od 16 do 32 ohm-a, pa čak i do 64 ohm-a, što je karakteristično za slušalice namenjene za mešovitu upotrebu. Važno je naglasiti da otpor nije faktor koji određuje kvalitet slušalica, već jednostavno određuje za koji tip audio uređaja su one namenjene.

## Podela prema tipu pretvarača
Postoji više različitih slušalica prema tipu pretvarača (slušnih uložaka) koji se u njima koriste, kao što su:

### Elektromagnetne
Elektromagnetne slušalice se koriste, pre svega, u telefoniji i u drugim komunikacionim sistemima. Njen magnetni sklop čine stalni magnet i centralni polni nastavak. Membrana, kružnog oblika, od feromagnetnog lima, debljine oko 0.25 mm, uklještena je po svom obodu i ujedno predstavlja kotvu magnetnog kola. Namotaj cilindričnog oblika obuhvata centralni polni nastavak magnetnog sklopa.

### Elektrodinamičke
Elektrodinamička slušalica po svim svojim detaljima konstrukcije liči na elektrodinamički mikrofon. Elektrodinamička slušalica mora da radi u režimu elastičnog kočenja, što je različito od režima rada elektrodinamičkog mikrofona. Rezonanca kretnog sistema slušalice je postavljena na relativno visokim frekvencijama. Iznad rezonance frekvencijska karakteristika ima tendenciju pada od 12 dB/okt. Ovaj pad se ublažava uticajem zaptivnog kola koje obrazuje kapica slušalice. Gubitak niskih frekvencija usled lošeg naleganja slušalice na komoru unutrašnjeg uha je sličan onom kod elektromagnetnih slušalica. Danas se izrađuju u različitim varijantama: od veoma kvalitetnih za profesionalnu upotrebu kod snimanja i reprodukcije muzike visokog kvaliteta, do minijaturnih slušalica, relativno dobrog kvaliteta reprodukcije, koje se koriste uz različite prenosne uređaje.

### Kristalne
Ova vrsta slušalica je jako slična kristalnim mikrofonima. Električna otpornost je relativno velika da bi se dobilo povećanje korisnog pritiska na niskim frekvencijama i time kompenzovao pad frekvencijske karakteristike usled lošeg naleganja slušalice na uho. Pad frekvencijske karakteristike, koji zbog velike električne otpornosti nastaje na višim frekvencijama, popravlja se pravilnim izborom elemenata u akustičkom sklopu slušalice.

## Podela prema obliku školjke
Pored toga, slušalice se dele i prema obliku školjke ili nosača slušnih uložaka, odnosno obliku i veličini jastučića kojima naležu na glavu korisnika.

### Okoušne (circumaural)
Okoušne imaju kružne ili eliptične jastučiće koji obuhvataju uvo. Ovaj tip slušalica se najčešće koristi kod snimanja i slušanja muzike.

### Naušne (supra-aural)
Supra-auralne imaju jastučice koje ne obuhvataju uvo već stoje na ušima. Najviše su se koristile tokom osamdesetih godina prošlog veka uz personalne stereo uređaje. Spoljašnji prečnik jastučića kod ovih slušalica je bar 45 mm.

### Za nošenje na ušnoj školjci (supra-concha)
Slušalice manje veličine, koje se postavljaju direktno na ivice ušne školjke. Spoljašnji prečnik jastučića kod ovih slušalica je između 25 i 45 mm. Ovo su jeftine, praktične, slušalice koje se koriste uz personalne muzičke uređaje.

### Za nošenje u ušnoj školjci (intra-concha)
Još su manje veličine od prethodnih, i nose se u udubljenju ušne školjke, ali ne ulaze u ušni kanal. Spoljašnji prečnik jastučića je manji od 25 mm.

### Kanalne ili uušne (in-ear)
Kanalne slušalice se postavljaju direktno u ušni kanal. Praktične su za nošenje, a ujedno deluju i kao zaštitnici od buke. Postoje dva tipa ovih slušalica - univerzalne i napravljene po narudžbini.

## Podela prema nosaču slušnih uložaka
Nosač slušnih uložaka može biti izrađen kao otvoren ili zatvoren, pa razlikujemo otvorene i zatvorene slušalice.

### Otvorene slušalice
Open-air slušalice imaju otvorenu rešetku na zadnjoj strani školjke ili su im jastučići od zvučno propustljivog materijala. Ovakve slušalice ne obezbeđuju izolaciju korisnika od spoljašnjih zvukova, te ujedno zvuk slušalica mogu da čuju i drugi koji se nalaze u njihovoj neposrednoj blizini.

### Zatvorene slušalice
Zatvorene slušalice imaju potpuno zatvorenu školjku i takav oblik i naleganje jastučića da uvek obezbeđuju određenu akustičku izolaciju prema okolnom prostoru. Tako slušaoci u blizini korisnika ne mogu lako čuti reprodukovani zvuk. U zatvorenom kućištu, zbor rezonansi može, na određenim frekvencijama, doći do povećanog izobličenja reprodukovanog zvuka.

## Prednosti i ograničenja
Jedna od pogodnosti slušalica je to što sprečavaju ljude iz okoline da čuju zvuk, kao i njihovo ometanje prilikom slušanja. Takođe mogu pružiti veći nivo zvuka od zvučnika slične cene, zbog toga što nije potrebno izvršiti akustičku obradu prostorije, kao što zahteva većina zvučnika. Kvalitetne slušalice imaju veoma dobru frekvencijsku karakteristiku na veoma niskim frekvencijama.
Iako se za moderne slušalice govori da se koriste za slušanje stereo snimaka, postoji rasprava o prirodi njihovog reprodukovanja stereo signala. Stereo snimci karakterišu se postojanjem dubine signala u horizontali zvučne slike, odnosno treće dimenzije, i to pomoću jačine i faznih razlika između dva kanala. Prilikom mešanja ta dva kanala u zvučnicima stvara se fazna razlika koju mozak koristi za lociranje pravca u zvučnoj slici. Kod slušalica to nije slučaj, jer se iluzija postojanja centra u zvučnoj slici najčešće gubi.

## Opasnosti velike jačine zvuka
Česta upotreba slušalica na dovoljno visokom nivou jačine zvuka može prouzrokovati privremeno ili trajno [Gluvoća|oštećenje sluha]. Jačina zvuka u slušalicama često mora da se nadjačava sa pozadinskom bukom, kao što je saobraćaj ili velika grupa ljudi. Neki proizvođači prenosivih muzičkih plejera su pokušali da uvedu sigurnosni sistem koji limitira jačinu zvuka na izlazu ili koji obaveštava korisnika kada pređe određenu granicu jačine zvuka, ali je taj koncept brzo odbačen. Na veoma visokim nivoima zvučnog pritiska mišići unutar uha zatežu bubnu opnu, što dovodi do malo promene u poziciji slušnih koščica i uzengije, a rezultat svega toga je lošiji akustički refleks. Još jedne studije su dokazale da postoji veći rizik za oštećenje sluha u slučaju slušanja muzike prilikom napornog vežbanja, nego kada korisnik miruje. Zato se preporučuje duplo manja jačina zvuka prilikom vežbanja od one kod dnevnog slušanja, i korišćenje u trajanju do pola sata.

## Literatura
- Pravica, Petar; Drinčić, Dragan (2008). Elektroakustika. Beograd.

## Spoljašnje veze
- www.headphonesencyclopedia.com